# Thomashuxleya
Thomashuxleya — викопний рід непарнокопитних ссавців, названий на честь відомого біолога 19 століття Томаса Хакслі.

## Опис
Томасхукслея мав довжину близько 1,3 метра і важив приблизно 113 кілограмів, мав важке тіло і сильні кінцівки. Його великий череп мав 44 зуби в щелепах, у тому числі великі ікла, які, можливо, використовувалися, щоб копатися в землі. Він мав по чотири пальці на кожній нозі, і, ймовірно, ходив дещо подібно як сучасний пекарі. Це була відносно узагальнена тварина, не спеціалізована на якомусь конкретному способі життя. Майже повний скелет цієї тварини виставлений в Американському музеї природної історії. Цей скелет був виявлений під час експедиції Скарріта до Патагонії, Аргентина, яку очолював палеонтолог Джордж Гейлорд Сімпсон. Скам'янілості Thomashuxleya були знайдені в формаціях Сарм'єнто і Касамайор в Аргентині.